# Глаголичні пам'ятки
Глаголичні пам'ятки — найдавніші слов'янські тексти, писані глаголицею. 

## Глаголичнаепіграфіка
Існує декількома абецедарі-графіті на стінах Симеонівської церкви в Преславі (893—927, літопис Тудора Докса розповідає про «Святу Золоту Церкву», побудовану Симеоном І після вступу на престол), абеткою на південній стіні апсиди бічного Михайлівського вівтаря храму Св'ятої Софії (написана в один рядок завдовжки близько 50 см, висота букв –2–3 см., 27 букв, 23 з яких – грецькі (починається з “альфа”, закінчується “омега”, з пропущеною “псі”, чотири букви -- Б, Ж, Ш, Щ --кириличні, оскільки у грецькому алфавіті не було відповідних літер), кількома глаголичними абецедаріями у католицьких храмах Хорватії, та Софіївському соборі Новгорода (кілька глаголичних літер).

## Глаголичністарослов'янськілітературні тексти
Переважно не датовані, крім підпису Григорія на грецькій грамоті 982, що зберігається в Іверському монастирі на Афоні.  
Абсолютна більшість знайдених глаголичних манускриптів походить із Македонії та Болгарії: Київські глаголичні листки (імовірно моравської редакції, збереглося 7 листків), Зографське Євангеліє (304 сторінки), Маріїнське Євангеліє(173 сторінки, очевидно написано в Македонії), Ассеманієве Євангеліє (158 сторінок, апракос), Збірник Клоца (14 аркушів), Синайський Псалтир (19 аркушів, написано в Македонії), Рильські листки (11 аркушів, написано в Східній Болгарії), Охридські листки (2 аркуші), Боянське Євангеліє (42 аркуші), Зографський палімпсест (32 сторінки), Віденські листки місалу (Іршковичів уривок), Фраґмент про 40 мучеників (хорватська редакція), Празькі уривки (моравська редакція, 2 аркуші). 
Кінцем 9 — початком 10 ст. деякі дослідники датують Київські глаголичні листки, які привіз до Києва в середині 19 ст., мабуть, із монастиря св. Катерини на півострові Синай глава Російської імператорської духовної місії в Єрусалимі, вихованець Київської духовної академії архімандрит Антонін (Капустін). Це невеликий (7 пергаментних аркушів) залишок текстів мес західно-християнського обряду, перекладених із латинської мови на старослов'янську. У пам'ятці трапляються деякі чесько-словацькі фонетичні елементи. Хорватський і австрійський знавець глаголичної писемності академік Й.Гамм висловив припущення, що Київські глаголичні листки — це фальсифікат (найімовірніше — В.Ганки). Археографічні, лінгвістичні дослідження, особливо мас-спектрометричне та фізико-оптичне дослідження чорнил у Києві 1983, не підтвердили підозри академіка Й.Гамма. Зберігаються в Інституті рукопису НБУВ.
За архаїчністю мови після Київських глаголичних листків іде Зографське Євангеліє, неповний манускрипт Чотириєвангелія, написаний наприкінці 10 — або поч. 11 ст., очевидно, в Македонії. Зберігалося в Зографському монастирі на Афоні (звідки й походить його назва), а 1860 перевезене до Санкт-Петербурга, де й нині зберігається в Публічній бібліотеці ім. Салтикова-Щедріна. 
За давністю до Зографського близьке Маріїнське Євангеліє (неповний манускрипт Чотириєвангелія) кінця 10 — поч. 11 ст., відкрите в Маріїнському (Діви Марії) монастирі на Афоні. Зберігається в Державній російській бібліотеці в Москві. 
Збірник Клоца — невеликий фрагмент (14 аркушів) з колись, імовірно, великої книги житій святих і проповідей. Пам'ятку знайдено в італійському м. Тренто (Тридент) у бібліотеці графа Клоца. Датується 11 ст. Мовою близький до Маріїнського Євангелія. 
Ассеманієве або Ватиканське Євангеліє кінця 10 або поч. 11 ст. порівняно з іншими має більше відхилень від кирило-мефодіївських текстів. Пергаментну книгу купив 1736 в Єрусалимі папський бібліотекар Й.Ассемані. Зберігається у Ватиканській бібліотеці. 
Синайський Псалтир 11 ст. зберігається в монастирі св. Катерини на п-ові Синай. У цьому ж монастирі зберігається Синайський Требник (молитвослов). Датується 11 ст. Синайський Псалтир і Синайський Требник походять, очевидно, із Македонії. Грецький дослідник І.Тарнанідіс у монастирі св. Катерини на п-ві Синай відкрив міссал (зб. Божих служб західно-християнського обряду). Синайський Міссал можна датувати 11 ст. Мабуть, пам'ятку написано там само, де й Синайський Требник: обидва тексти мають спільні мовні риси. У згаданому монастирі відкрито уривок (2 аркуші) з Мінеї, який датують 11–12 ст. 
Збереглися й інші старовинні уривки глаголичних пам'яток. Книги глаголичного шрифту зберігаються також у відділі рідкісних видань і рукописів Одеської національної науковіої бібліотеки [Архівовано 4 листопада 2017 у Wayback Machine.], найдавнішим документом в колекції є Охридські листки ХІ сторіччя.

## Версії щодо витоків загадкової писемності глаголичних пам'яток
Існує більше 30 версій щодо витоків цієї загадкової писемності.
Походженням глаголичних та кириличних пам'яток активно займався понад 20 років Іван Огієнко, підсумком чого мало стати фундаментальне дослідження “Історія церковно-слов’янської мови” у 12-ти томах (із задуманого було видано лише половину).
Багато вчених (В.Копітар, П. Й. Шафарик, Ф.Міклошич, В.Ягіч, А. Селіщев) вважають глаголицю давнішою. Існування палімпсестів — рукописів, що написано кирилицею на місці стертих глаголичних знаків, — деякі вчені вважають за доказ того, що глаголиця давніша.
Своєрідність глаголічних пам'яток не дозволяє впевнено ідентифікувати їх з жодним з сучасних їм алфавітів. Справа в тому, що багато стародавніх алфавітів, в тому числі грецький і латинський, створювалися за зразком ще більш давніх. Грецький алфавіт, наприклад, виник під впливом семітського фінікійського письма, латинський історично є відгалуженням етруської абетки, що в свою чергу постала з грецької і т.д.
Взагалі в науці тривалий час вважалося, що будь-яке письмо в своїй основі являє собою культурне запозичення. Посилаючись на цю «непорушну наукову істину», вчені XIX та XX ст. намагалися таким же чином вивести глаголицю з якогось більш давнього письма. Її витоки шукали в коптській, готській, вірменській, грузинській і староєврейській абетках.